# David Kirk
David Edward Kirk MBE (Wellington, 5 de outubro de 1960) é um ex-jogador neozelandês de rugby union que jogava na posição de scrum-half.
Ele foi o capitão da Seleção Neozelandesa de Rugby no título da primeira Copa do Mundo de Rugby, sediada na própria Nova Zelândia, embora sua carreira como All Black tenha sido não muito longa: o primeiro jogo foi em 1985 e o último, em 1987, uma partida depois do título. Ao lado de outros capitães campeões do torneio, entrou em 2011 para o Hall da Fama da International Rugby Board, no mesmo ano em que os All Blacks, que não venciam o mundial desde o de 1987, voltaram a vencer a Copa, novamente como anfitriões.